# Catacroptera cloanthe
Catacroptera cloanthe är en fjärilsart som beskrevs av Pieter Cramer 1782. Catacroptera cloanthe ingår i släktet Catacroptera och familjen praktfjärilar. Inga underarter finns listade i Catalogue of Life.

## Bildgalleri

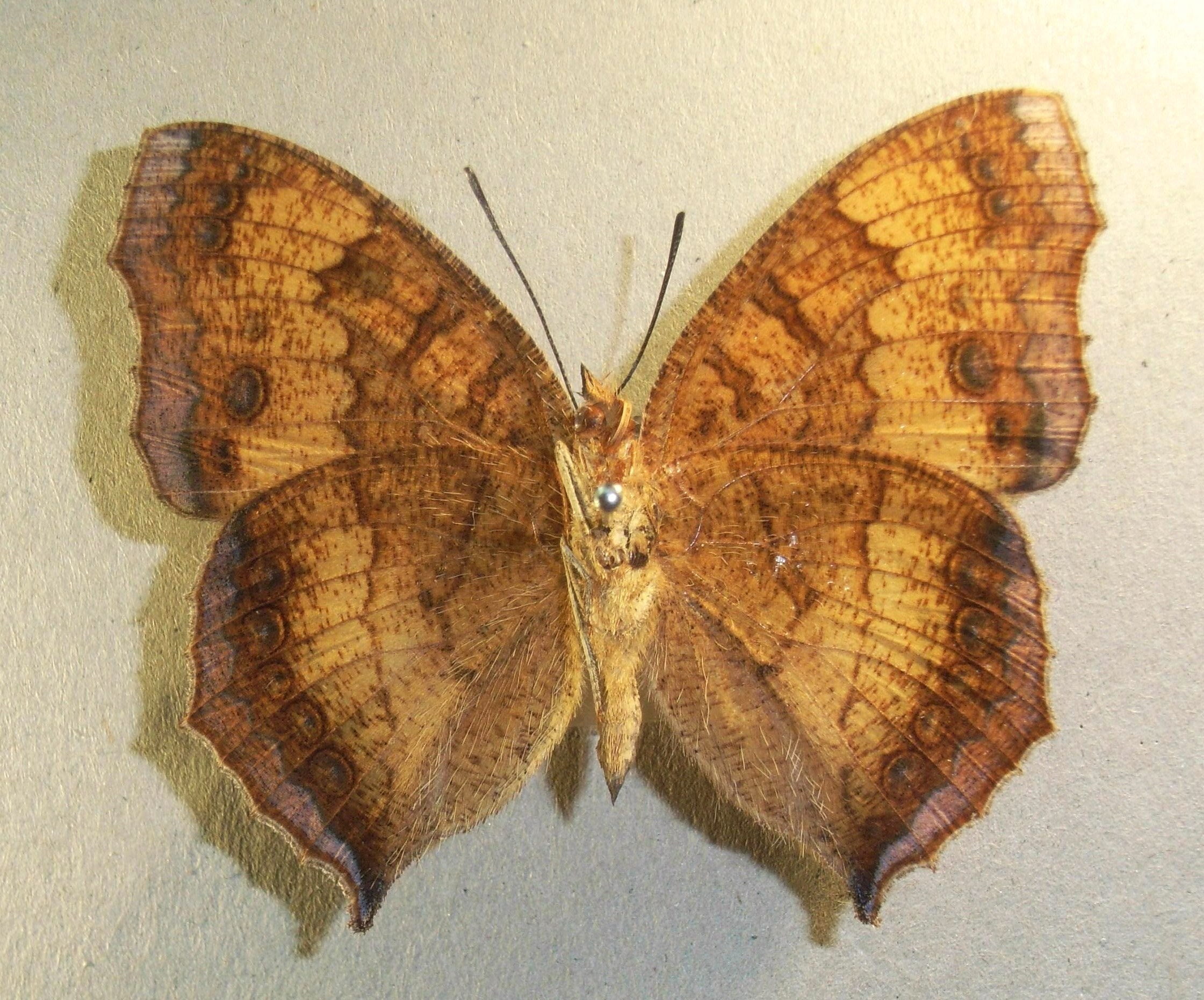
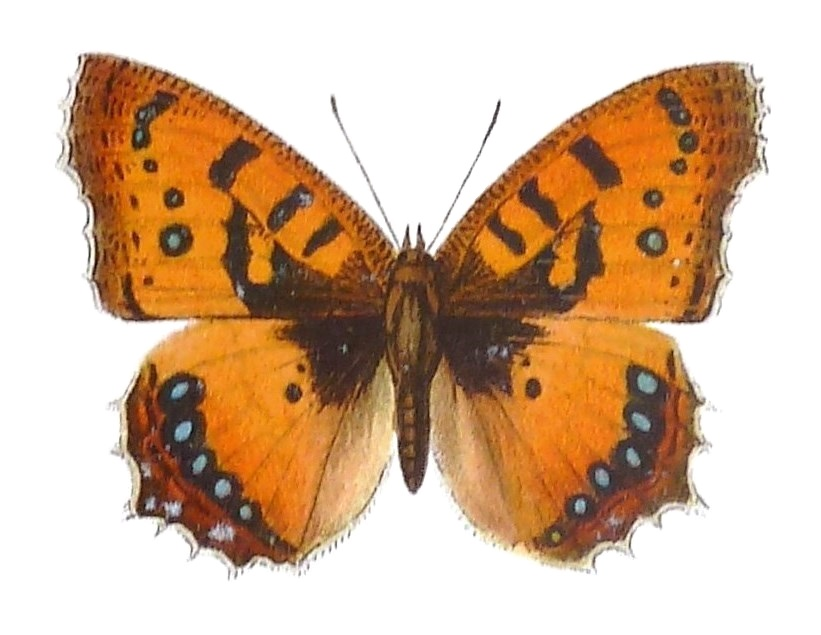